# Вежбувка (Люблінське воєводство)
Вежбувка (пол. Wierzbówka) — село в Польщі, у гміні Парчів Парчівського повіту Люблінського воєводства. Населення — 228 осіб (2011).

## Історія
У часи входження до складу Російської імперії належало до Радинського повіту Сідлецької губернії.
За даними етнографічної експедиції 1869—1870 років під керівництвом Павла Чубинського, у селі переважно проживали польськомовні римо-католики, меншою мірою — греко-католики, які також розмовляли польською.
У 1975—1998 роках село належало до Білопідляського воєводства.

## Демографія
Демографічна структура станом на 31 березня 2011 року:
|          | Загалом | Допрацездатний вік | Працездатний вік | Постпрацездатний вік |
| -------- | ------- | ------------------ | ---------------- | -------------------- |
| Чоловіки | 118     | 36                 | 68               | 14                   |
| Жінки    | 110     | 20                 | 62               | 28                   |
| Разом    | 228     | 56                 | 130              | 42                   |